# Punta Anchorena
Punta Anchorena ist eine Landspitze an der Oskar-II.-Küste des Grahamlands im Norden der Antarktischen Halbinsel. Sie liegt an einem südlichen Ausläufer der Jason-Halbinsel, der in das Stratton Inlet hineinragt.
Argentinische Wissenschaftler benannten sie 1975. Namensgeber ist der argentinische Luftfahrtpionier Félix de Anchorena (1877–1965), der am 25. Dezember 1907 mit der Pampero die ersten Luftschifffahrten in Argentinien unternommen hatte.